# Naturwissenschaften
Naturwissenschaften, The Science of Nature é uma revista científica mensal com revisão por pares publicada pela Springer Science+Business Media. Cobre todos os aspectos das ciências naturais relativas a questões de importância biológica.

## História
Die Naturwissenschaften foi fundada em 1913 por Arnold Berliner e publicada por Julius Springer Verlag. Berliner pretendeu criar uma revista em alemão equivalente à Nature em inglês. O subtítulo original, Wochenschrift für die Fortschritte der Naturwissenschaften, der Medizin und der Technik (Weekly Publication of the Advances in the Natural Sciences, Medicine and Technology) foi posteriormente alterado para o atual The Science of Nature. A revista é publicada mensalmente e os artigos são exclusivamente em inglês, após uma transição gradual do alemão para o inglês durante a década de 1990.